# Ранштат
Ранштат (њем. Ranstadt) општина је у њемачкој савезној држави Хесен. Једно је од 25 општинских средишта округа Ветерау. Према процјени из 2010. у општини је живјело 4.933 становника. Посједује регионалну шифру (AGS) 6440020.

## Географски и демографски подаци
Ранштат се налази у савезној држави Хесен у округу Ветерау. Општина се налази на надморској висини од 201 метра. Површина општине износи 34,3 km². У самом мјесту је, према процјени из 2010. године, живјело 4.933 становника. Просјечна густина становништва износи 144 становника/km².
- Зграда општине
- Црква